# 太田市立沢野小学校
太田市立沢野小学校 (おおたしりつさわのしょうがっこう)は、群馬県太田市にある小学校である。

## 概要
校舎は、丸みを帯びた特徴的なものになっている。

### 学校教育目標

#### 基本目標
社会の変化に主体的に対応できる、人間性豊かな、実践力のある、心身ともに調和のとれた児童を育成する。

#### 具体目標（目指す児童像）
1 やさしく （思いやりのある子）
2 かしこく （進んで学ぶ子）
3 たくましく （頑張り続ける子)

## 学区
- 福沢町[4]
- 岩瀬川町[4]
- 下浜田町[4]
- 細谷町[4]
- 米沢町[4]

## 校歌
作詞は大槻三好、作曲は定方雄吉による。歌詞は、公式サイトで閲覧できる。

## 周辺
- 太田市立沢野中央小学校
- 太田市立太田中学校・高等学校
- 細谷駅 - 最寄り駅